# Bosc-Hyons
Bosc-Hyons è un comune francese di 400 abitanti situato nel dipartimento della Senna Marittima nella regione della Normandia.

## Società

### Evoluzione demografica
Abitanti censiti